# قطعنامه ۴۶۸ شورای امنیت
قطعنامه ۴۶۸ شورای امنیت سازمان ملل متحد که در تاریخ ۰۸ مه ۱۹۸۰ تصویب شد، سندی بین‌المللی دربارهٔ سرزمین‌های اشغالی توسط اسرائیل است. این قطعنامه طی نشست ۲٬۲۲۱ام با ۱۴ موافق، ۰ مخالف و ۱ ممتنع تصویب شد.